# Bohemannia pulverosella
Bohemannia pulverosella là một loài bướm đêm thuộc họ Nepticulidae. Loài này có ở Fennoscandia tới bán đảo Iberia, Anpơ, Slovenia và Bulgaria và từ Ireland tới miền trung Nga và Ukraina.
Sải cánh dài 6–7 mm.
Ấu trùng ăn Malus domestica, Malus x purpurea và Malus sylvestris. Chúng ăn lá nơi chúng làm tổ. 